# Булбулисцихе
Булбулисцихе (груз. ბულბულისციხე) — село в Грузии. Находится в Хашурском муниципалитете края Шида-Картли. Высота над уровнем моря составляет 840 метров. Население — 123 человека (2014).